# 関口雄飛
関口 雄飛（せきぐち ゆうひ、1987年12月29日 - ）は、日本のレーシングドライバー。2011年全日本F3選手権チャンピオン、2021年SUPER GT/GT500クラスチャンピオン。東京都中野区出身。暁星高等学校卒業。

## プロフィール
- 身長： 167cm
- 体重： 58kg
- 血液型： Rh+AB型
- マネジメント - ランブラス[1]

## 経歴

### カート
5歳の時にキッズカートに乗り始め、レース活動を開始する。1999年より全日本ジュニアカート選手権に挑戦を開始。2001年には全日本カート選手権に参戦し、2002年にシリーズタイトルを獲得した。
2003年にはフォーミュラトヨタ・レーシングスクール（FTRS）を受講し、スカラシップを獲得した。なお、同年限定A級ライセンスを日本自動車連盟（JAF）から発給されている。

### ジュニアフォーミュラ
トヨタ自動車が育成している新世代ドライバーとして、2004年から2006年までの3年間はトヨタ・ヤングドライバーズ・プログラム（TDP）のサポートを受け、フォーミュラ・トヨタに参戦した。2004年及び2005年は、同じようにTDPのサポートを受ける大嶋和也や石浦宏明らの強力なライバルの存在もあって、なかなか結果を出せずにいたが、2006年は10戦中6勝をマークしてシリーズチャンピオンを獲得した。
また、同年に新設されたフォーミュラチャレンジ・ジャパン（FCJ）においては、2位と有効ポイントで同点であったが、優勝回数（3勝）が上回っており初代シリーズチャンピオンに輝いている。

### 全日本F3/スーパーGT
2007年はTDP契約ドライバーとして、オフにオーディションを受け合格した広島に拠点を置く「ナウモータースポーツ（藤田直廣監督）」に加入、全日本F3選手権にステップアップした。しかし、マシン及びエンジンが型落ちであることに加え、多くの強豪ドライバーの存在もあり、なかなか結果を残せないでいた。第20戦もてぎラウンドにて、2位に入賞し初表彰台を獲得する（シリーズランキング7位）。
同年にSUPER GTにも参戦開始し、GT300クラスの名門RACING PROJECT BANDOHがベテラン飯田章のパートナーを探していたところ、関谷正徳の紹介でテストし、飯田と遜色ないタイムを出したことから契約をした。シリーズランキングは10位だったものの、第5戦SUGOラウンドでは、自らがハンドルを握る77周目に先行する47号車の脇阪薫一を捕らえ、逆転し初優勝を飾った。19歳7か月での優勝はGT300クラスでの当時の最年少優勝記録だった（現在の記録は2008年第3戦富士での国本京佑の19歳4ヶ月）。

### ヨーロッパ挑戦
2008年、当初はオフシーズンのオーディションに参加したHonda Team Realに移籍する予定であった（歩む道が同じであったため小暮卓史の再来とも言われた）が、本人の希望により戦いの場をヨーロッパに移し、イタリアを拠点にインターナショナル・フォーミュラ・マスター（IFM）に、元F1ドライバーの井上隆智穂がオーナーを、同じく元F1ドライバーのヴィンセンツォ・ソスピリが監督を務めるユーロノバから参戦した。
また、2008年-2009年はGP2アジアシリーズの開幕ラウンド・中国のみDPRよりエントリーした。なおこの頃、そのドライビングを認められ、アジア人として初めてスクーデリア・フェラーリの育成ドライバーに選ばれたものの、慣れないイタリア生活から来たホームシックからこれを自ら辞退したことが、井上によって後日明らかにされている。更にリーマン・ショックの影響もあり、有力チームのシートを得られず不遇の時期を過ごす。

### 帰国

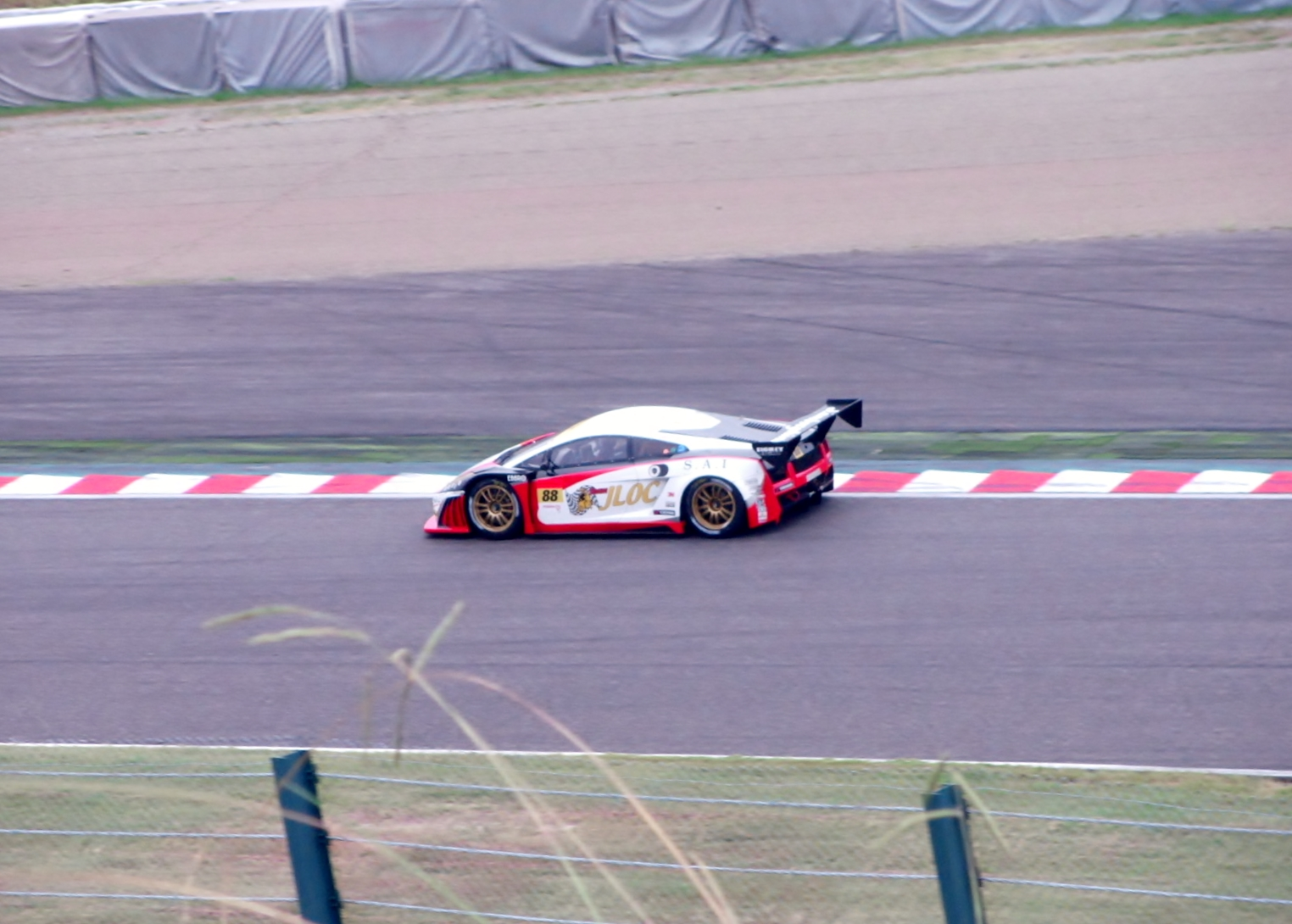
関口がドライブするランボルギーニ・ガイヤルド RG-3（2011年）

2009年は再び戦いの場を日本に移し、全日本F3選手権・NクラスにAIM SPORTSからエントリーした。開幕前のテストではトップタイムをマークし、開幕戦はエンジンストールによるピットスタートにもかかわらず優勝を果たし、開幕戦から3連勝を果たしシリーズ5位となった。
またこのシーズンは、SUPER GTのGT300クラスに、元SUPER GTチャンピオンの竹内浩典率いるシフトからレクサス・IS350で参戦している。
2010年は全日本F3選手権のCクラスに参戦し、優勝こそなかったものの堅実なドライビングでポイントを積み重ねシリーズ2位となった。また、SUPER GTのGT300クラスに、JLOCからランボルギーニ・ガイヤルド RG-3で参戦した。

### 全日本F3チャンピオン
2011年は、当初は全日本F3選手権のシートを失い、「まだまだセッティングには学べることが多いから」「フォーミュラから離れるのは怖かった。感覚1年離れただけで変わるから」という理由でステップダウンし、B-MAX ENGINEERINGからF4の東日本・西日本選手権に参戦していたが、同チームが全日本F3選手権に進出したことから、全日本F3選手権のCクラスと、SUPER GTのGT300クラスに参戦（JLOC/ランボルギーニ・ガイヤルド RG-3）した。全日本F3選手権では、第1戦と第2戦を欠場したものの、6回の優勝を含む多くの上位入賞を果たし念願の2011年のシリーズチャンピオンを獲得した。
また、シーズン終了後のマカオグランプリにも全日本F3選手権のチャンピオンとして急遽出場し、急な参戦の為にセッティングも充分にされていない、性能に劣るマシンながらも序盤からトップ争いを演じて4位入賞を果たした（その後も2013年、2015年および2017年に参戦している）。
その後、スペインのモーターランド・アラゴンでフォーミュラ・ルノー3.5のテストに参加し、初めてのマシンとサーキットにもかかわらずいきなり3番手につけ注目された。

### NDDP抜擢

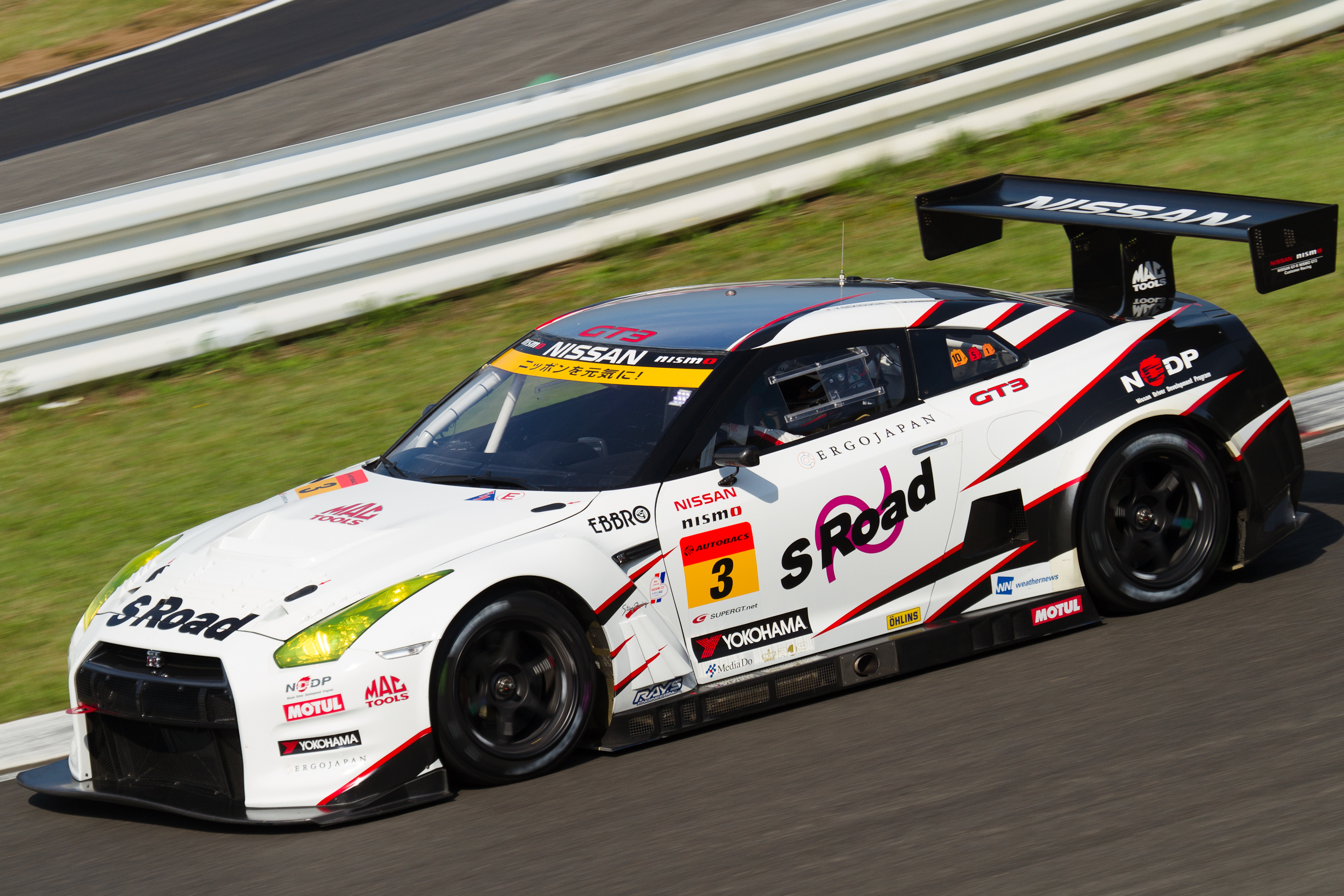
関口がドライブする日産・GT-R（2012年）

2012年はそのままフォーミュラ・ルノー3.5をドライブするかと思われたが、日産自動車が主催する世界に通用する若手ドライバーの育成を目標にしたスカラシップ・プログラム「ニッサン・ドライバー・デベロップメント・プログラム」（NDDP）に抜擢された。
その結果、この年よりSUPER GTのGT300クラスに初参戦する日産・GT-R（S Road NDDP）のファースト・ドライバーを務め、第4戦SUGOラウンドで優勝を果たした。

### GT500

#### 2013年
2013年はMOLAに抜擢され、SUPER GTのGT500クラスにステップアップを果たし、本山哲とコンビを組みカーナンバー「1」をつけた日産・GT-Rで参戦した。また、11月に開催されるマカオグランプリのF3にも再度参戦した。

#### 2014年

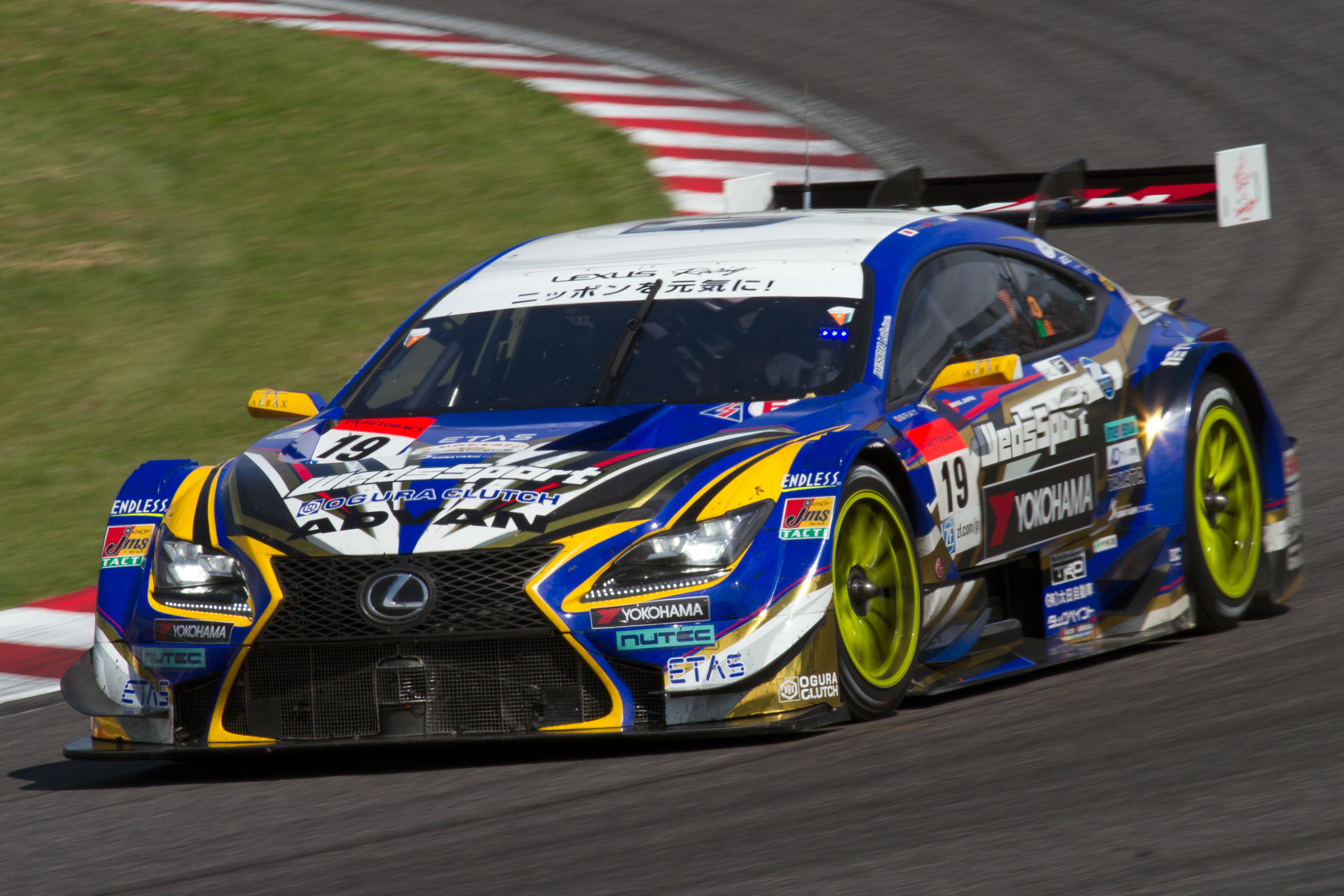
関口がドライブするレクサス・RC-F（2014年）

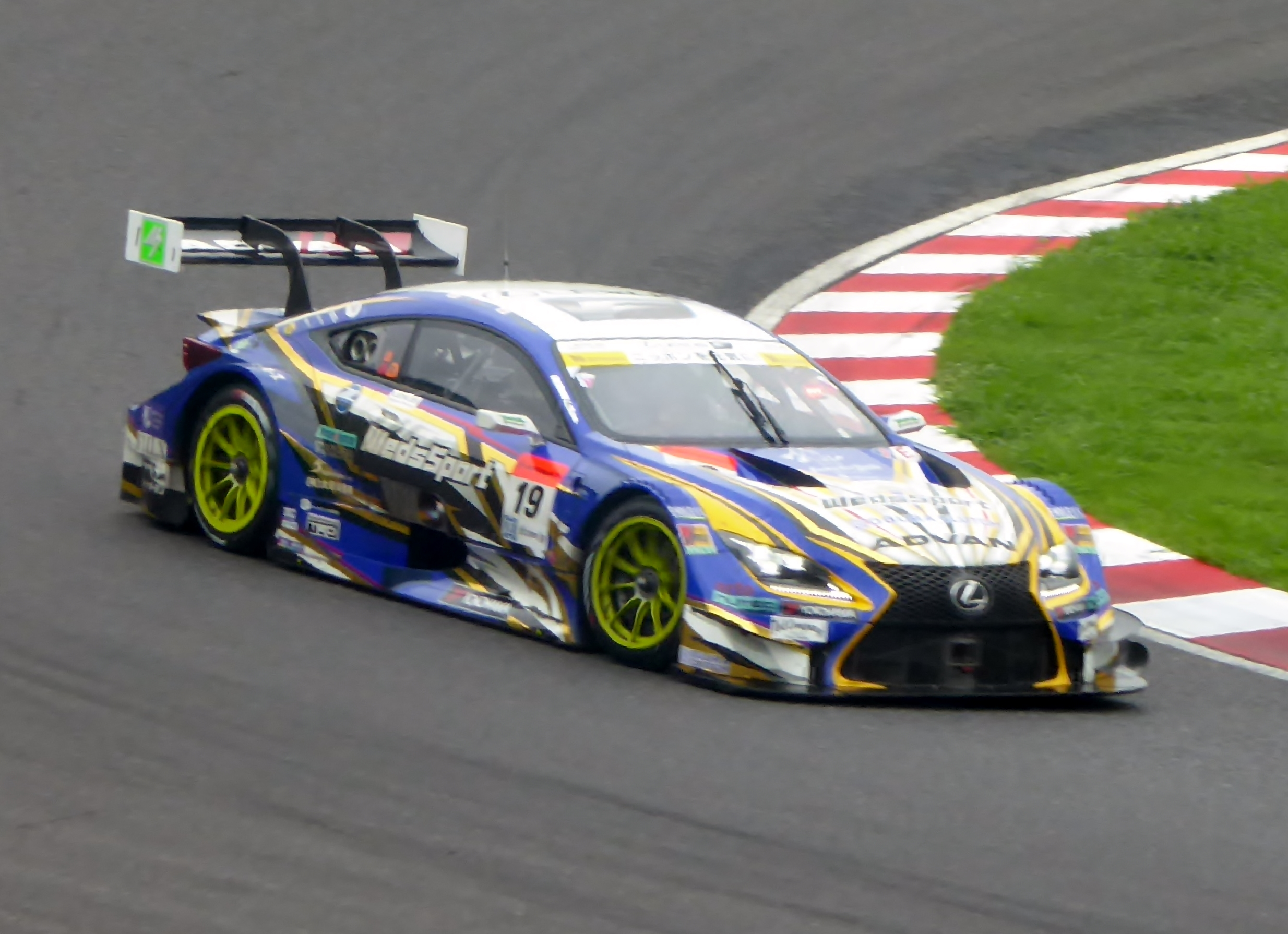
レクサスRC-Fをドライブする関口（2015年）

2014年は、日産自動車からレクサスへ移籍し、TEAM WedsSport BANDOHで脇阪寿一とコンビを組む。序盤は、新しいレクサスRC-Fのデリバリーが遅かったためにセッティングが決まらない上に、マシンにも慣れず苦戦をし、レースでも接触をするなどトラブルに見舞われる。しかし、後半戦では度々上位に進出するなど安定した速さを見せた。

#### 2015年
2015年もTEAM WedsSport BANDOHで脇阪寿一とコンビを組んだ。同じ体制で2年目ということもあり、激戦のGT500において数度のポイント獲得を果たすなど、速さだけでなく安定感も見せつけた。また、シーズン終盤には2011年以来久しぶりに日本F3選手権にスポット参戦したほか、11月に開催されるマカオグランプリのF3にも再度参戦した。

#### 2016年
2016年はTEAM WedsSport BANDOHで、昨シーズンを持って勇退した脇阪寿一に代わり、新たにチームルマンから移籍してきた国本雄資とコンビを組み、第7戦ではチームのGT500初勝利を飾ったほか、最終戦でも表彰台を獲得し年間ランキング4位を獲得した。

#### 2017年
2017年もTEAM WedsSport BANDOHから、国本とコンビを組み参戦する。また、富士500kmでは、WECに参戦する国本に代わり2016年全日本F3チャンピオンの山下健太とともに出走、ドライバー三名で参戦した鈴鹿1000kmでは、元F1ドライバーでSUPER GT初参戦となる小林可夢偉をチームメイトに迎い入れ4位を獲得した。

#### 2018年
2018年は、レクサスのエースチームで、往年の名ドライバーの舘信秀率いるトムスに移籍し、元F1ドライバーの中嶋一貴とタッグを組み戦う。

#### 2019年
2019年もトムスで参戦した。引き続き中嶋と組み鈴鹿で優勝を挙げるものの、シーズンを通して苦戦し年間ランキング7位に終わった。

#### 2020年
WECに専念する中嶋に代わり若手のサッシャ・フェネストラズとタッグを組む。またマシンがこの年よりトヨタ・GRスープラに変わった。2位2回、3位2回と着実にポイントを稼ぐが年間ランキング4位となった。

#### 2021年
トムスでこの年も戦い、最終戦まで勝利こそないものの坪井翔とともに確実にポイント圏内に食い込み、最終戦の富士スピードウェイで勝利を手にし、2021年のGT500クラスドライバーズ/チームチャンピオンに輝いた。

### スーパーフォーミュラ

#### 2016年
2016年からはSUPER GTと平行して、星野一義が監督を務める強豪チームであるTEAM IMPULから念願のスーパーフォーミュラ参戦を果たした。ジョアオ・パオロ・デ・オリベイラがチームメイトであった。開幕戦鈴鹿では序盤にミスを犯し14位に終わったが、ファステストラップを記録した。第3戦富士では予選で失敗したものの他のマシンを多数パスして初表彰台を獲得。第4戦もてぎでは初優勝をポールトゥーウィンで飾った。
第6戦菅生では、ポールポジションからトップを快走していたが、セーフティーカーが入ったタイミングが悪く優勝を絶望視されたが、再び2位以下の後続を大きく引き離す独走を見せてシーズン2勝目をグランドスラムで飾り、その走りに星野監督が感動の涙を流すなど大きな話題を呼んだ。その結果ルーキーながら最終戦までポイントランキング首位のままチャンピオン争いを演じ、最終的にシーズンランキング3位となった。

#### 2017年

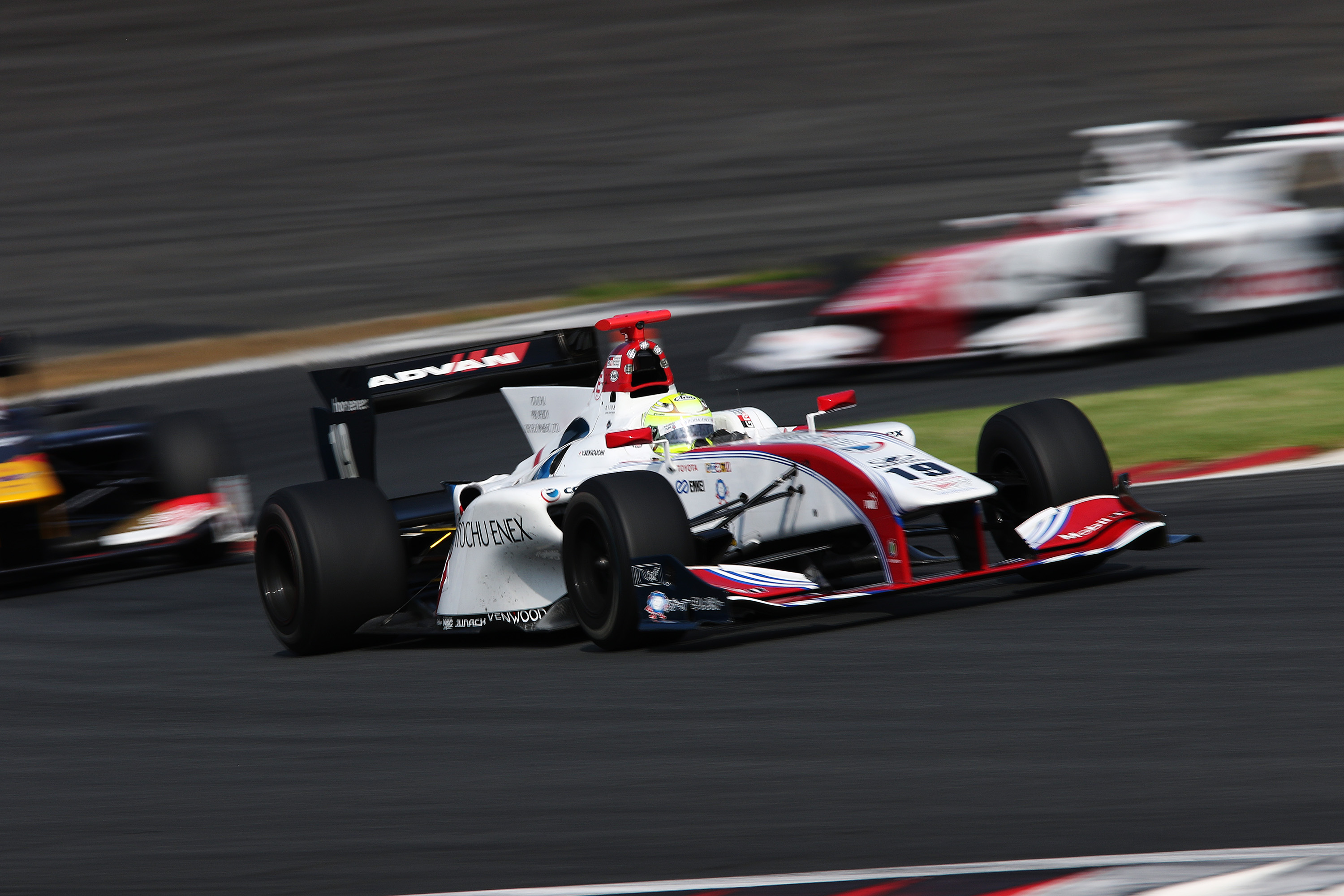
関口がドライブするダラーラ・SF14（2017年）

2017年も、同チームからルーキーのヤン・マーデンボローをチームメイトに、同チームのエースナンバー「19」をつけて参戦する。なお関口は、昨年の好成績から2017年シーズンのチャンピオン候補の1人と目されており、実際に第2ラウンドの岡山の1レース目では、ポールポジションを獲得したもののスタートを失敗して2位になったが、2レース目ではシーズン初優勝を飾った。
続く富士では、チームのセッティングのミスによりマーデンボロー共々苦しいレース運びを強いられたものの、終盤後続のピエール・ガスリーを巧みに抑え続け4位に入りポイントを稼いだ。さらに第6戦の菅生でも中盤より燃費に気を使いつつレースをリードし昨年に続き優勝し、僅差のポイント差でチャンピオン射程圏内のまま最終戦に突入した。しかし最終戦が台風の接近により中止となったために、決勝を走らぬままにシーズンランキング4位が確定した。

#### 2018年
2018年も引き続きTEAM IMPULから参戦。チームメイトに2017年のSUPER GTのGT500クラスチャンピオンの平川亮が加入した。昨年に続き僅差のポイント差でチャンピオン射程圏内のまま最終戦に突入したが、チャンピオンを逃した。

#### 2019年
2019年もTEAM IMPULから参戦。1勝し年間ランキング8位。

#### 2020年
2020年もTEAM IMPULから参戦。この年は未勝利で年間ランキング14位に終わる。

#### 2021年
シーズンを通じて確実にポイントを稼ぎ年間ランキング3位になり、またチームメイトの平川亮と着実にポイントを稼ぎ、TEAM IMPULが2021年シーズンのチームチャンピオンを獲得した。

#### 2022年
開幕戦では4位入賞を果たしたが、去年とは逆に苦しいシーズンを過ごすことになる。しかし第8戦もてぎで3年ぶりの勝利を挙げた。

#### 2023年
去年以上にマシンに苦しみ、自身初のノーポイントでシーズンを終え、この年限りでインパルのシートを失ってしまった。

#### 2024年
KCMGのリザーブドライバー兼コーディネーターに就任。

## その他の活動

### F3
全日本F3選手権で2011年にチャンピオンになったにもかかわらず、その後も数度に渡りスポット参戦した上に、マカオグランプリのF3にも数度に渡り参戦していた（2011年、2013年、2015年、2017年、2018年）。

### インタープロト
富士スピードウェイで開催されているワンメイクレース「インタープロトシリーズ」には、2013年、2017年から2021年に参戦し、2017年にはシーズンチャンピオンを獲得している。

### その他
2016年-2017年シーズンには、ヨーロッパ挑戦時代の恩師の井上隆智穂が共同オーナーを務めるチーム「ヴィンツェンゾ・ソスピリ・レーシング」から、アジアン・ル・マン・シリーズに参戦した。また、「トムス」の舘信秀が会長を務める「トヨタ・モータースポーツ・クラブ」が主催するレーシングカートの耐久レースや、筑波サーキットで開催された耐久レースに友人たちと参戦するなど、現在もカテゴリーや自動車メーカーを問わず様々なレースに参戦している。

## エピソード
- カート時代には「東の関口雄飛、西の小林可夢偉」と呼ばれた。なお、小林とは現在も仲が良い。
- 才能を認められトヨタのスカラシップに抜擢された後、実際参戦に至っていないがホンダ系のチームに抜擢され、さらにその後日産のスカラシップに抜擢された後、トヨタ（レクサス）系のチームに抜擢されるなど、日本人ドライバーでは数少ない、三大メーカーを跨ぐ移籍を行ったドライバーである。
- さらにヨーロッパ挑戦時代には、才能を認められてスクーデリア・フェラーリのドライバーズ・アカデミーのスカラシップドライバーに日本人として、またアジア人として初めて抜擢されたが、「日本に帰りたい」と辞退した[9]。
- GT300クラスにデビューしたばかりの時は非常にアグレッシブなレースをする一方で、接触などのトラブルに見舞われることも多かった。しかしGT500にステップアップして以降はアグレッシブながらもクレバーなドライビングをするようになったと評価されている。
- 2016年のスーパーフォーミュラ第6戦では、毎周1秒ずつ後続を引き離して優勝し、星野一義監督が「F1に今すぐ送ろう！」と手放しで賛辞を送った[10]。
- 愛車はレクサス・IS（3代目）。
- レースでの姿勢とは裏腹に、脇阪寿一曰く「天然」である。ニコニコ動画「脇阪寿一の言いたい放題」によると、富士スピードウェイにはレース後の渋滞を避けるために「バスで来た」と自信ありげに話していたそうである（ただし、当然であるがバスも渋滞にはまる）。その後、渋滞が発生しなかったと見るや、脇阪寿一に「一緒に乗っけていってもらえないか」とお願いをしていた（その後「新幹線で三島駅に来て、レンタカーで富士スピードウェイに来るルートを『発見した』」と、自らの公式フェイスブック上で発表した）。また、2014年鈴鹿で坂東正敬とホテルに向かう車中で、「坂東さん見てください！鈴鹿に観覧車できましたよ！」と驚いていた（実際にできたのは1990年代）。坂東が「明日走ってる時見えたら『観覧車見えた』って言えよ」と言うと、翌日無線で「本当だ！観覧車見えた！」と、TRDのスタッフも聞いている無線で興奮していた。同じように、2016年富士スピードウェイのブリヂストンコーナーでも「富士山見えるんですか！」と驚いていた[11]。
- 2007年のGT300クラスへの参戦したきっかけは、監督だった坂東正敬が飯田章のパートナーとなる人材を求めて３月の鈴鹿での合同テストにてドライバーオーディションを実施したところ、飯田章なみのタイムを出せるドライバーがいなかったことから関谷正徳に相談したところ「広島にとんでもない奴がいる」と関口を紹介されたことからすぐに電話連絡した。夜遅くにもかかわらず「すぐに行きます」と即答し、当時住んでいた広島から鈴鹿まで「寝坊してはいけない」と思い、愛車のウィンダムを夜通し走らせて鈴鹿サーキットに到着。坂東と対面し開口一番「関口です。すいませんが来る途中に車ぶつけちゃったんで直してください」と言ってテスト車両の説明を受けるより前にメカニックに自分の車を直してもらった。ちなみにその時の様子は坂東曰く「タイロッドやらなんやらがひん曲がっていた。そしてそのウィンダムにはアンダーネオン管がついていた。」生意気そうな顔して白Tに金のネックレスといった出で立ちではあったがテストして3週目くらいで飯田章のコンマ5秒オチくらいのタイムを出したためすぐにドライバーに決定した。
- 2007年のGT300クラスでパートナーだった飯田章は関口に対して非常に厳しく、第5戦SUGOで優勝した際にも関口に「天狗になるな」と厳しい言葉をぶつけた。関口は「褒められたことはほとんど無くて常にダメ出しをされていた」「『調子に乗るな』というのは常日頃言われていた」と語っている[12]。
- 2011年のF3では全日本ではB-MAX ENGINEERING、マカオF3ではミュッケ・モータースポーツから参戦した。全日本ではB-MAXが自前でマシンを所有しておらず、トムスからレンタルする形で参戦していた。関口自身はB-MAXからマカオ参戦に意欲を示していたが、トムスからマシンのレンタル契約の条項にマカオ参戦が入っていなかった為、実現しなかった。しかし、直前になってミュッケからマカオ参戦予定だったマイケル・ホーが怪我で参戦出来なくなった事により、主催者を通じて参戦が実現した[13]。

## レース戦績
- 1994年 - KID'Sカートでレース活動開始
- 1999年 - 全日本ジュニアカート選手権（シリーズ4位）
- 2000年 - 全日本ジュニアカート選手権（シリーズ3位）
- 2001年 - 全日本カート選手権・ICAクラス（シリーズ14位・1勝）
- 2002年 - 全日本カート選手権・ICAクラス（シリーズチャンピオン）
- 2003年
  - 全日本カート選手権・FSAクラス
  - イタリアオープンマスターズ・ICAクラス
  - CIK-FIA ASIA-PACIFIC CHAMPIONSHIP KART RACE IN JAPAN（決勝8位）
  - フォーミュラトヨタレーシングスクール受講（スカラシップ獲得）
- 2004年 - ESSOフォーミュラ・トヨタシリーズ（TOM'S SPRIT #7 ウルトラフロースカラシップFT／FT30）（シリーズ3位・1勝）
- 2005年 - ESSOフォーミュラ・トヨタシリーズ（TDPスカラシップ #7 TDPスカラシップFT／FT30）（シリーズ5位）
- 2006年
  - ESSOフォーミュラ・トヨタシリーズ（#50 ギャマット.b.p.FT／FT30）（シリーズチャンピオン・6勝）
  - FCJシリーズ（#23 FTRSギャマットマセキFCJ／FC106）（シリーズチャンピオン・3勝）
- 2007年
  - 全日本F3選手権シリーズ（ナウモータースポーツ #33 広島トヨタダラーラF305／ダラーラF305 3S-GE）（シリーズ7位）
  - SUPER GT・GT300クラス（RACING PROJECT BANDOH #19 ウェッズスポーツセリカ）（シリーズ10位・1勝）
- 2008年 -
  - フォーミュラ・マスターシリーズ（EURONOVA RACING #45／TATUUS K20A）
  - SUPER GT・GT300クラス＜Rd.6スポット参戦＞（RACING PROJECT BANDOH #19 ウェッズスポーツIS350／GSE21 RV8J）
- 2009年
  - 全日本F3選手権・Nクラス（AIM SPORTS #18 EBBRO AIM F307／ダラーラ F305/307 3S-GE）（シリーズ5位・3勝）
  - SUPER GT・GT300クラス＜Rd.6-9スポット参戦＞（TEAM RECKLESS with SHIFT #30 RECKLESS KUMHO IS350／GSE21 RV8J）（シリーズ22位）
- 2010年
  - 全日本F3選手権・Cクラス（ThreeBond Racing #12 ThreeBond／ダラーラ F308 SR20VE）（シリーズ2位）
  - SUPER GT・GT300クラス（JLOC #86 JLOC ランボルギーニ RG-3／ZHWGE  07L1）（シリーズ9位）
- 2011年
  - 全日本F3選手権・Cクラス＜Rd.3-16参戦＞（B-MAX ENGINEERING #50 B-MAX F308／ダラーラ F308 1AZ-FE）（シリーズチャンピオン・6勝）
  - SUPER GT・GT300クラス（JLOC #88 JLOC ランボルギーニ RG-3／ZHWGE  07L1）
  - 第58回マカオグランプリF3参戦（4位）
- 2012年 - SUPER GT・GT300クラス（NDDP RACING #3 S Road NDDP GT-R／R35 VR38DETT）（シリーズ6位・1勝）
- 2013年
  - SUPER GT・GT500クラス（MOLA #1 REITO MOLA GT-R／R35 VRH34B）（シリーズ12位）
  - インタープロトシリーズ（B-MAX）（シリーズ2位）
  - 全日本F3選手権<Rd.14-17スポット参戦>（B-MAX ENGINEERING #45／ダラーラ・F312）
  - 第60回マカオグランプリF3参戦
- 2014年 - SUPER GT・GT500クラス（LEXUS TEAM WedsSport BANDOH #19 WedsSport ADVAN RC F／USC10 RI4AG）（シリーズ15位）
- 2015年
  - SUPER GT・GT500クラス（LEXUS TEAM WedsSport BANDOH #19 WedsSport ADVAN RC F／USC10 RI4AG）（シリーズ12位）
  - 全日本F3選手権<Rd.14-17スポット参戦>（B-Max Racing team #50／ダラーラ・F312）
  - 第62回マカオグランプリF3参戦
- 2016年
  - 全日本スーパーフォーミュラ選手権（ITOCHU ENEX TEAM IMPUL #20／ダラーラ・SF14 RI4A）（シリーズ3位・2勝）
  - SUPER GT・GT500クラス（LEXUS TEAM WedsSport BANDOH #19 WedsSport ADVAN RC F／USC10 RI4AG）（シリーズ4位・1勝）
  - アジアン・ル・マン・シリーズ（SOFT-EX Racing with VSR/ ランボルギーニ・ウラカンGT3）
- 2017年
  - 全日本スーパーフォーミュラ選手権（ITOCHU ENEX TEAM IMPUL #19／ダラーラ・SF14 RI4A）（シリーズ4位・2勝）
  - SUPER GT・GT500クラス（LEXUS TEAM WedsSport BANDOH #19 WedsSport ADVAN LC500／RI4AG）
  - 第64回マカオグランプリF3参戦（B-Max Racing team）
  - インタープロトシリーズ（Team Kurosawa/シリーズチャンピオン）
- 2018年
  - 全日本スーパーフォーミュラ選手権（ITOCHU ENEX TEAM IMPUL #19／ダラーラ・SF14 RI4A）（シリーズ4位・1勝）
  - SUPER GT・GT500クラス（LEXUS TEAM au TOM'S #36 au TOM'S LC500／RI4AG）（シリーズ5位）
- 2019年
  - 全日本スーパーフォーミュラ選手権（ITOCHU ENEX TEAM IMPUL #19／ダラーラ・SF19 Biz-01F）（シリーズ8位）
  - SUPER GT・GT500クラス（LEXUS TEAM au TOM'S #36 au TOM'S LC500）（シリーズ7位）
- 2020年
  - 全日本スーパーフォーミュラ選手権（ITOCHU ENEX TEAM IMPUL #19／ダラーラ・SF19 Biz-01F）（シリーズ14位）
  - SUPER GT・GT500クラス（TGR TEAM au TOM'S #36 au TOM'S GR Supra）（シリーズ4位）
- 2021年
  - 全日本スーパーフォーミュラ選手権（carenex TEAM IMPUL #19／ダラーラ・SF19 Biz-01F）（シリーズ3位）
  - SUPER GT・GT500クラス（TGR TEAM au TOM'S #36 au TOM'S GR Supra）（シリーズチャンピオン・1勝）
- 2022年
  - 全日本スーパーフォーミュラ選手権（carenex TEAM IMPUL #19／ダラーラ・SF19 Biz-01F）（シリーズ7位）
  - SUPER GT・GT500クラス（TGR TEAM SARD #39 DENSO KOBELCO SARD GR Supra）（シリーズ8位）
- 2023年
  - 全日本スーパーフォーミュラ選手権（ITOCHU ENEX TEAM IMPUL #19／ダラーラ・SF23）（シリーズ21位）
  - SUPER GT・GT500クラス（TGR TEAM SARD #39 DENSO KOBELCO SARD GR Supra）（シリーズ9位）
- 2024年 - SUPER GT・GT500クラス（TGR TEAM SARD #39 DENSO KOBELCO SARD GR Supra）

### 全日本フォーミュラ3選手権
| 年     | チーム            | エンジン | クラス | 1      | 2      | 3      | 4      | 5       | 6       | 7       | 8        | 9       | 10      | 11      | 12      | 13       | 14      | 15       | 16       | 17     | 18     | 19     | 20     | 順位 | ポイント |
| ------ | ----------------- | -------- | ------ | ------ | ------ | ------ | ------ | ------- | ------- | ------- | -------- | ------- | ------- | ------- | ------- | -------- | ------- | -------- | -------- | ------ | ------ | ------ | ------ | ---- | -------- |
| 2007年 | NOW MOTOR SPORT   | トヨタ   |        | FSW1 5 | FSW2 9 | SUZ1 6 | SUZ2 7 | TRM1 7  | TRM2 7  | OKA1 6  | OKA2 6   | SUZ1 7  | SUZ2 5  | AUT1 7  | AUT2 6  | AUT3 5   | FSW1 8  | FSW2 12  | SEN1 Ret | SEN2 6 | SEN3 5 | TRM1 7 | TRM2 2 | 7位  | 101      |
| 2009年 | AIM SPORTS        | トヨタ   | N      | FSW1 8 | FSW2 7 | OKA1 3 | OKA2 5 | SUZ1 12 | SUZ2 14 | FSW1 15 | FSW2 Ret | SUZ1 11 | SUZ2 12 | TRM1 10 | TRM2 12 | AUT1 Ret | AUT2 12 | SUG1     | SUG2     |        |        |        |        | 5位  | 57       |
| 2010年 | ThreeBond Racing  | 日産     |        | SUZ1 5 | SUZ2 4 | TRM1 2 | TRM2 3 | FSW1 2  | FSW2 3  | FSW1 2  | FSW2 4   | TRM1 2  | TRM2 2  | OKA1 3  | OKA2 2  | SUG1 Ret | SUG2 11 | AUT1 3   | AUT2 2   |        |        |        |        | 2位  | 81       |
| 2011年 | B-MAX ENGINEERING | トヨタ   |        | SUZ1   | SUZ2   | FSW1 1 | FSW2 3 | FSW3 12 | FSW1 1  | FSW2 7  | TRM1 1   | TRM2 1  | OKA1 2  | OKA2 3  | SUZ1 C  | SUZ2 C   | SUG1 3  | SUG2 1   | SUG3 1   |        |        |        |        | 1位  | 100      |
| 2013年 | B-MAX ENGINEERING | トヨタ   |        | SUZ1   | SUZ2   | TRM1   | TRM2   | TRM3    | OKA1    | OKA2    | FSW1     | FSW2    | TRM1    | TRM2    | SUG1    | SUG2     | FSW1 5  | FSW2 3   |          |        |        |        |        | 8位  | 7        |
| 2015年 | B-MAX ENGINEERING | トヨタ   |        | SUZ1   | SUZ2   | TRM1   | TRM2   | TRM3    | OKA1    | OKA2    | FSW1     | FSW2    | OKA1    | OKA2    | FSW1    | FSW2     | TRM1 5  | TRM2 Ret | SUG1 7   | SUG2 9 |        |        |        | 11位 | 2        |

- 太字はポールポジション、斜字はファステストラップ。(key)

### インターナショナル・フォーミュラ・マスター
| 年     | エントラント           | 1        | 2       | 3         | 4        | 5         | 6        | 7        | 8        | 9         | 10        | 11    | 12    | 13      | 14        | 15        | 16      | DC   | ポイント |
| ------ | ---------------------- | -------- | ------- | --------- | -------- | --------- | -------- | -------- | -------- | --------- | --------- | ----- | ----- | ------- | --------- | --------- | ------- | ---- | -------- |
| 2008年 | ユーロノバ・レーシング | VAL 1 10 | VAL 2 7 | PAU 1 Ret | PAU 2 21 | BRN 1 Ret | BRN 2 18 | EST 1 21 | EST 2 18 | BRH 1 Ret | BRH 2 Ret | OSC 1 | OSC 2 | IMO 1 4 | IMO 2 Ret | MNZ 1 Ret | MNZ 2 4 | 16位 | 12       |

(key)

### スーパーフォーミュラ
| 年     | チーム                 | シャシー       | エンジン | 1       | 2      | 2      | 3      | 4      | 5       | 5       | 6       | 7       | 7       | 8      | 9      | 10     | 順位 | ポイント |
| ------ | ---------------------- | -------------- | -------- | ------- | ------ | ------ | ------ | ------ | ------- | ------- | ------- | ------- | ------- | ------ | ------ | ------ | ---- | -------- |
| 2016年 | ITOCHU ENEX TEAM IMPUL | ダラーラ・SF14 | トヨタ   | SUZ 14  | OKA 13 | OKA 13 | FSW 3  | TRM 1  | OKA1 13 | OKA2 9  | SUG 1   | SUZ1 18 | SUZ2 8  |        |        |        | 3位  | 28.5     |
| 2017年 | ITOCHU ENEX TEAM IMPUL | ダラーラ・SF14 | トヨタ   | SUZ 12  | OKA1 2 | OKA2 1 | FSW 4  | TRM 16 | AUT 10  | AUT 10  | SUG 1   | SUZ1 C  | SUZ2 C  |        |        |        | 4位  | 25       |
| 2018年 | ITOCHU ENEX TEAM IMPUL | ダラーラ・SF14 | トヨタ   | SUZ 2   | AUT C  | AUT C  | SUG 13 | FSW 6  | TRM 16  | TRM 16  | OKA 1   | SUZ 8   | SUZ 8   |        |        |        | 4位  | 18       |
| 2019年 | ITOCHU ENEX TEAM IMPUL | ダラーラ・SF19 | トヨタ   | SUZ Ret | AUT 1  | AUT 1  | SUG 10 | FSW 8  | TRM 15  | TRM 15  | OKA 13  | SUZ 4   | SUZ 4   |        |        |        | 8位  | 16       |
| 2020年 | ITOCHU ENEX TEAM IMPUL | ダラーラ・SF19 | トヨタ   | TRM Ret | OKA 5  | OKA 5  | SUG 11 | AUT 11 | SUZ DNS | SUZ DNS | SUZ 3   | FSW DNS | FSW DNS |        |        |        | 14位 | 17       |
| 2021年 | carenex TEAM IMPUL     | ダラーラ・SF19 | トヨタ   | FSW 17  | SUZ 4  | SUZ 4  | AUT 10 | SUG 3  | TRM 2   | TRM 2   | TRM 4   | SUZ 4   | SUZ 4   |        |        |        | 3位  | 55       |
| 2022年 | carenex TEAM IMPUL     | ダラーラ・SF19 | トヨタ   | FSW 4   | FSW 6  | FSW 6  | SUZ 11 | AUT 17 | SUG 15  | SUG 15  | FSW Ret | MOT 9   | MOT 9   | MOT 1  | SUZ 6  | SUZ 11 | 7位  | 43       |
| 2023年 | ITOCHU ENEX TEAM IMPUL | ダラーラ・SF23 | トヨタ   | FSW 11  | FSW 13 | FSW 13 | SUZ 19 | AUT 18 | SUG Ret | SUG Ret | FSW 20  | MOT Ret | MOT Ret | SUZ 12 | SUZ 16 |        | NC   | 0        |

- 太字はポールポジション、斜字はファステストラップ。(key)

### SUPER GT
| 年     | チーム                      | 使用車両                        | クラス | 1       | 2       | 3       | 4      | 5       | 6       | 7      | 8       | 9      | 順位 | ポイント |
| ------ | --------------------------- | ------------------------------- | ------ | ------- | ------- | ------- | ------ | ------- | ------- | ------ | ------- | ------ | ---- | -------- |
| 2007年 | RACING PROJECT BANDOH       | トヨタ・セリカ                  | GT300  | SUZ 14  | OKA 19  | FSW Ret | SEP 9  | SUG 1   | SUZ 12  | TRM 18 | AUT 4   | FSW 16 | 10位 | 32       |
| 2008年 | RACING PROJECT BANDOH       | レクサス・IS350                 | GT300  | SUZ     | OKA     | FSW     | SEP    | SUG     | SUZ 19  | TRM    | AUT     | FSW    | NC   | 0        |
| 2009年 | SHIFT                       | レクサス・IS350                 | GT300  | OKA     | SUZ     | FSW     | SEP    | SUG     | SUZ 9   | FSW 13 | AUT 13  | TRM 10 | 22位 | 3        |
| 2010年 | JLOC                        | ランボルギーニ・ガイヤルド RG-3 | GT300  | SUZ 7   | OKA 4   | FSW 16  | SEP 15 | SUG 10  | SUZ 5   | FSW C  | TRM 3   |        | 9位  | 30       |
| 2011年 | JLOC                        | ランボルギーニ・ガイヤルド RG-3 | GT300  | OKA Ret | FSW 8   | SEP 4   | SUG 10 | SUZ 15  | FSW 4   | AUT 12 | TRM 5   |        | 13位 | 26       |
| 2012年 | NDDP RACING                 | 日産・GT-R NISMO GT3            | GT300  | OKA 19  | FSW 18  | SEP 4   | SUG 1  | SUZ 2   | FSW     | AUT 19 | TRM 6   |        | 6位  | 51       |
| 2013年 | MOLA                        | 日産・GT-R                      | GT500  | OKA 10  | FSW 9   | SEP 6   | SUG 7  | SUZ 8   | FSW 7   | AUT 4  | TRM 14  |        | 12位 | 28       |
| 2014年 | LEXUS TEAM WedsSport BANDOH | レクサス・RC F                  | GT500  | OKA 11  | FSW 7   | AUT 8   | SUG 12 | FSW 11  | SUZ Ret | CHA 6  | TRM 6   |        | 15位 | 17       |
| 2015年 | LEXUS TEAM WedsSport BANDOH | レクサス・RC F                  | GT500  | OKA 10  | FSW 7   | CHA 9   | FSW 10 | SUZ 4   | SUG 5   | AUT 9  | TRM 10  |        | 11位 | 27       |
| 2016年 | LEXUS TEAM WedsSport BANDOH | レクサス・RC F                  | GT500  | OKA 9   | FSW 8   | SUG 5   | FSW 10 | SUZ 5   | CHA 1   | TRM 5  | TRM 3   |        | 4位  | 58       |
| 2017年 | LEXUS TEAM WedsSport BANDOH | レクサス・LC500                 | GT500  | OKA 6   | FSW 10  | AUT 8   | SUG 12 | FSW 7   | SUZ 4   | CHA 12 | TRM 15  |        | 13位 | 23       |
| 2018年 | LEXUS TEAM au TOM'S         | レクサス・LC500                 | GT500  | OKA 13  | FSW 4   | SUZ 5   | CHA 10 | FSW 1   | SUG 12  | AUT 2  | TRM 13  |        | 5位  | 55       |
| 2019年 | LEXUS TEAM au TOM'S         | レクサス・LC500                 | GT500  | OKA 9†  | FSW Ret | SUZ 1   | CHA 9  | FSW Ret | AUT 10  | SUG 10 | TRM 3   |        | 7位  | 38       |
| 2020年 | TGR TEAM au TOM'S           | トヨタ・GRスープラ GT500        | GT500  | FSW 2   | FSW 2   | SUZ 3   | TRM 11 | FSW 12  | SUZ 7   | TRM 13 | FSW 3   |        | 4位  | 56       |
| 2021年 | TGR TEAM au TOM'S           | トヨタ・GRスープラ GT500        | GT500  | OKA 2   | FSW 13  | SUZ 5   | TRM 3  | SUG 4   | AUT 10  | TRM 8  | FSW 1   |        | 1位  | 64       |
| 2022年 | TGR TEAM SARD               | トヨタ・GRスープラ GT500        | GT500  | OKA 8   | FSW 13  | SUZ 4   | FSW 6  | SUZ 3   | SUG 6   | AUT 10 | MOT Ret |        | 8位  | 33       |
| 2023年 | TGR TEAM SARD               | トヨタ・GRスープラ GT500        | GT500  | OKA 8   | FSW 8   | SUZ 15  | FSW 9  | SUZ 2   | SUG 3   | AUT 14 | MOT 7   |        | 9位  | 38       |
| 2024年 | TGR TEAM SARD               | トヨタ・GRスープラ GT500        | GT500  | OKA 2   | FSW 9   | SUZ 11  | FSW 15 | SUZ 10  | SUG 11  | AUT 1  | MOT 5   |        | 7位  | 46       |
| 2025年 | TGR TEAM SARD               | トヨタ・GRスープラ GT500        | GT500  | OKA 3   | FSW     | SEP     | FSW    | SUZ     | SUG     | AUT    | MOT     |        | 3位* | 11*      |

- 太字はポールポジション、斜字はファステストラップ。(key)
- † : ハーフポイント。レース周回数が75%未満で終了したため、得点が半分となる。
- * : 今シーズンの順位。（現時点）